# روبيرت كاكيوني
روبيرت كاكيوني (1 يوليو 1950 في روما) لاعب كرة قدم إيطالي معتزل كان يجيد اللعب في مركز الوسط المدافع . أثناء تواجده في نادي ليون الفرنسي من 1970 إلى 1977 ساهم في تتويجه ببطولة كأس فرنسا موسم 1972-1973 واحتلال المركز الثاني في نفس البطولة موسم 1975-1976 .